# Протопопеско, Атанасие
Атанасие Протопопеско (рум. Atanasie Protopopesco; 8 апреля 1900, Бухарест — 22 февраля 1991) — румынский футболист, защитник. Участник летних Олимпийских игр 1924 года.

## Биография
Атанасие Протопопеско (в некоторых источниках Протопопеску) родился 8 апреля 1900 года в румынском городе Бухарест.
Играл в футбол на позиции защитника. На протяжении всей карьеры выступал в чемпионате Румынии: в 1920—1926 годах за бухарестский «Триколор», а после слияния с клубом «Униря» до 1928 года играл за объединённую команду «Униря Триколор».
26 октября 1923 года сыграл единственный в карьере матч за сборную Румынии, отыграв 90 минут в Стамбуле в товарищеском матче против Турции (2:2).
В 1924 году вошёл в состав сборной Румынии по футболу на летних Олимпийских играх в Париже, занявшей 14-е место. В матчах не участвовал.
Умер 22 февраля 1991 года.